# Poison (film, 2024)
Pour les articles homonymes, voir Poison (homonymie).
Pour plus de détails, voir Fiche technique et Distribution.
Poison  est un film germano-britannico-néerlando-luxembourgeois réalisé par Désirée Nosbusch, sorti en mars 2024. 
Il s'agit de l'adaptation de la pièce de théâtre Gif de la Néerlandaise Lot Vekemans (nl) montée pour la première fois en 2009 et dont la réalisatrice a joué le rôle féminin.

## Synopsis
La perte d'un enfant est une épreuve difficilement surmontable pour les parents. Le couple formé par Edith (Trine Dyrholm) et Lucas (Tim Roth) n'y a pas survécu, entre prostration de l'une et fuite en avant de l'autre.
Dix ans se sont écoulés lorsqu'ils se retrouvent dans le cimetière ou repose leur fils dont la sépulture doit être déménagée. Que reste-t-il de leur vie d'avant ? Malgré les années de séparations, les souvenirs subsistent, pour le meilleur comme pour le pire. 

## Fiche technique
- Titre : Poison
- Réalisation :	Désirée Nosbusch
- Scénario :  Désirée Nosbusch
- Photographie :
- Montage :
- Musique :
- Direction artistique :
- Décors :
- Costumes :
- Son :
- Producteur :  Alexandra Hoesdorff, Katharina Haase
- Producteur exécutif :
- Société(s) de production : OneGate Media, Phanta Vision Film International B.V., Deal Productions
- Société de distribution :
- Pays de production :  Luxembourg,  Royaume-Uni,  Allemagne,  Pays-Bas
- Langue de tournage :
- Tournage :
- Format :
- Genre :
- Durée : 88 minutes (1 h 28)
- Dates de sortie :
  - Luxembourg : mars 2024

## Distribution
- Tim Roth : Lucas
- Trine Dyrholm Edith